# Foramen supraorbitale
A foramen supraorbitale egy lyuk a koponyán (cranium), mely a szemöldök alatt található mindkét oldalon. Az arcus superciliaris alatt található, ami a szemüreg (orbita) felső szélének a része. A nervus supraorbitalis, az arteria supraorbitalis és a vena supraorbitalis halad itt keresztül. 

Variáns: Incisura supraorbitalis